# Lispe metatarsata
Lispe metatarsata är en tvåvingeart som beskrevs av Stein 1900. Lispe metatarsata ingår i släktet Lispe och familjen husflugor. Inga underarter finns listade i Catalogue of Life.